# Northrop Grumman RQ-180
El Northrop Grumman RQ-180 es un vehículo aéreo no tripulado (UAV) furtivo, estadounidense, destinado a usarse en espacios aéreos en disputa, que ha sido descrito en varios artículos y confirmado por la Fuerza Aérea de los Estados Unidos.

## Desarrollo
El RQ-180 parece ser una continuación del proyecto Sistemas Aéreos Conjuntos de Combate No Tripulados (UCAS), que fue cancelado en 2005 cuando la Armada de los Estados Unidos (USN) quiso un avión embarcado (que condujo al UCAS-D), mientras que la Fuerza Aérea de los Estados Unidos (USAF) quería una plataforma mayor de ataque con alcance global. En diciembre de 2005, el programa fue dividido en dos, comenzando la USN el programa UCAS-D que generó el Northrop Grumman X-47B, e iniciando la USAF un "programa clasificado". El programa fue desvelado en Aviation Week & Space Technology el 9 de diciembre de 2013, en un artículo de portada, tras una investigación de varios meses.
El RQ-180 fue secretamente financiado a través del presupuesto clasificado de la USAF. A Northrop Grumman se le asignó la tarea de construir un avión, después de derrotar en competición a Boeing y Lockheed Martin. Se cree que Northrop Grumman fue agraciado con un contrato de desarrollo del RQ-180 en 2008, comenzando las entregas de aviones de la producción de baja cadencia en 2013. Se informa que las imágenes satélite del Área 51 muestran grandes hangares que albergarían la envergadura de 40 m del avión o mayores. El RQ-180 también puede estar relacionado con la expansión de la planta de producción de Northrop Grumman en Palmdale (California).
Según Aviation Week, el desarrollo secreto del RQ-180 explica las declaraciones públicas de funcionarios de la USAF pidiendo capacidades de Inteligencia, Vigilancia y Reconocimiento (ISR) sin ningún reconocimiento público de trabajos destinados a crear tal avión. Puede explicar la falta de compromiso de servicio del RQ-4 Global Hawk y en su lugar el favorecimiento de "plataformas clasificadas" de mayor prioridad. La USAF tampoco quiere comprar ni mantener grandes cantidades de sistemas MQ-1 Predator y MQ-9 Reaper para tener un avión que tendría la capacidad de penetrar en espacio aéreo denegado y proporcionar cobertura ISR persistentemente. El RQ-180 también puede ser responsable de la terminación del programa Bombardero de Próxima Generación (Next-Generation Bomber) en 2009 debido a los costes, y de la emergencia del programa de continuación Bombardero de Ataque de Gran Alcance (Long Range Strike Bomber (LRS-B)) que sería más barato y trabajaría con el UAV. El programa MQ-X de la USAF, que buscaba una plataforma para reemplazar al Reaper, puede haber sido cancelado en 2012 debido al RQ-180.
Se cree que la creación del RQ-180 está relacionada con el programa LRS-B, que tendrá un nuevo bombardero estratégico operando con una "familia de sistemas" que incluye un avanzado misil de crucero de lanzamiento aéreo, misiles convencionales Prompt Global Strike, y plataformas de ataque electrónico e ISR; parece que el RQ-180 se ocuparía de las tareas de ataque electrónico e ISR. El 27 de octubre de 2015, el contrato de desarrollo del LRS-B también fue concedido a Northrop Grumman.
Lockheed Martin está desarrollando su propia solución al problema de operar un ISR en espacio aéreo defendido, conocido como SR-72, que se basa en volar a velocidades hipersónicas. El diseño furtivo de Northrop Grumman fue visto como menos propenso a la consecución de problemas y tecnologías arriesgadas y podría ser puesto en servicio antes, tan pronto como en 2015.
La existencia del avión fue confirmada con el más breve detalle por un jefe de vigilancia de la Fuerza Aérea, durante un evento de la industria aeroespacial en 2014.

## Diseño
El RQ-180 encara la necesidad de realizar misiones ISR de penetración en espacio aéreo defendido, una misión que quedó desatendida con la retirada del Lockheed SR-71 Blackbird en 1998. Está equipado con un radar AESA y medidas pasivas de vigilancia electrónica, y puede ser capaz de realizar misiones de ataque electrónico. El RQ-180 presenta un cambio respecto de los UAV que operan en entornos permisivos, como el RQ-4 Global Hawk y el MQ-9 Reaper, hacia aquellos que pueden realizar misiones en espacio aéreo disputado. Es mayor, más furtivo, y tiene un alcance mayor que el RQ-170 Sentinel, que ha sido usado previamente para este tipo de misiones. Se cree que el RQ-180 es de casi el tamaño del Global Hawk, que pesa 14630 kg, y tiene capacidades similares de autonomía (24 horas) y alcance (2200 km). Es mucho más que la autonomía del RQ-170 de 5-6 horas. Tiene características todo-aspecto superiores de reducción de la sección transversal del radar de banda ancha comparado con aviones furtivos anteriores como el F-117 Nighthawk, el F-22 Raptor, y el F-35 Lightning II. El fuselaje tiene superior aerodinámica para darle unos mejores alcance, autonomía y techo de vuelo.
Se cree que el RQ-180 tiene una disposición de cometa, como el X-47B, pero con una envergadura mucho mayor, quizá tanto como de 39,6 metros. Northrop Grumman reclama que el ala es más escalable y adaptable que la disposición de ala volante del B-2 Spirit. Aviation Week recreó imágenes conceptuales, incluyendo una en la portada de la revista, de un avión no tripulado furtivo que puede penetrar modernas defensas aéreas de un adversario para realizar misiones de inteligencia, vigilancia o reconocimiento.

## Especificaciones

### Características generales
- Tripulación: 0 (UAV)
- Longitud: 39,62 m
- Planta motriz: 1× turbofán .

### Rendimiento
- Techo de vuelo: 18288 m (60000 pies)[7]

### Desarrollos relacionados
- Lockheed Martin RQ-170 Sentinel

### Secuencias de designación
- Secuencia _Q-_ (Vehículos aéreos no tripulados estadounidenses, 1962-presente): ← Q-58 - Q-72 - Q-170 - Q-180

### Listas relacionadas
- Anexo:Aeronaves de la Fuerza Aérea de los Estados Unidos (históricas y actuales)